# Oswal Álvarez
Andrés Oswal Álvarez Salazar (Maicao, 11 juni 1995) - alias Oswal Álvarez - is een Colombiaanse voetballer. Hij is een aanvaller en werd door RSC Anderlecht gehaald maar kon het mede door blessures nooit waarmaken in België. Op 20 januari werd zijn contract in onderling overleg verbroken. Oswal Alvarez trok terug naar zijn thuisland om daar een nieuwe club te vinden.

## Carrière

### Academia
Oswal Álvarez groeide op in Colombia, aan de grens met Venezuela. Als spits maakte hij reeds bij de jeugd indruk op zijn trainers. Ondanks zijn kleine gestalte heeft hij de reputatie sterk te zijn. Het leverde hem de bijnaam "Búfalo de Maicao" oftewel "Buffel van Maicao" op. In juli 2011 werd de toen nog maar 16-jarige Alvarez in het eerste elftal van Academia FC opgenomen. 
In september 2011 merkte oud-voetballer en scout Gunther Schepens hem op en gaf zijn naam door aan AA Gent. De Oost-Vlaamse club probeerde de Colombiaan naar België te lokken, maar slaagde daar wegens verschillende problemen niet in. Enkele maanden later ontmoette Academia in de beker stadsgenoot en eersteklasser Millonarios. Álvarez was de uitblinker, scoorde een hattrick en loodste zijn team naar een klinkende 5-2 zege. De prestatie ging niet onopgemerkt voorbij en tal van clubs toonden plots interesse in de Colombiaan. Werner Deraeve ging de jonge aanvaller in dienst van RSC Anderlecht scouten.

### RSC Anderlecht
In april 2012 reisde Álvarez met zijn familie naar Brussel. Hij tekende bij Anderlecht een contract voor 5 seizoenen. In zijn eerste seizoen nam hij met paars-wit deel aan The NextGen Series.
Op 20 december 2014 maakte hij tegen Waasland-Beveren zijn officieel debuut voor Anderlecht. Hij mocht toen na 88 minuten invallen voor Ibrahima Conté.
Oswal Alvarez werd te licht bevonden voor het professionele voetbal door RSC Anderlecht. Hij kon het mede dankzij al zijn blessures niet waarmaken in België. Op 20 januari 2017 werd zijn contract bij RSC Anderlecht in onderling overleg vebroken.

## Statistieken
| Seizoen | Club           | Competitie          | Wed. | Goals |
| ------- | -------------- | ------------------- | ---- | ----- |
| 2011/12 | Academia FC    | Categoría Primera B | 21   | 8     |
| 2012/13 | RSC Anderlecht | Jupiler Pro League  | 0    | 0     |
| 2013/14 | RSC Anderlecht | Jupiler Pro League  | 0    | 0     |
| 2014/15 | RSC Anderlecht | Jupiler Pro League  | 5    | 1     |
| 2015/16 | RSC Anderlecht | Jupiler Pro League  | 0    | 0     |
| TOTAAL  | TOTAAL         | TOTAAL              | 26   | 9     |

Bijgewerkt op 18-01-2015